# Приднестровский конфликт
Приднестро́вский конфли́кт (Молдавско-приднестровский конфликт, Приднестровско-молдавский конфликт (рум. Conflictul din Transnistria, Конфликтул дин Транснистрия)) — конфликт между Молдовой и непризнанной Приднестровской Молдавской Республикой (ПМР).
Социально-политический конфликт, начавшийся ещё в советское время (1989), усугубился после выхода Молдовы из состава СССР и перерос в вооружённое противостояние, приведшее к многочисленным жертвам в 1992 году. Боевые действия были прекращены после военного вмешательства России.
Конфликт не урегулирован политическими средствами до сих пор. Вооружённая стадия конфликта завершилась 1 августа 1992 года. 7 июля 1992 года Россией и Молдовой был подписан план мирного разрешения конфликта; затем, 21 июля было заключено соглашение о мирном урегулировании, с которым согласилась приднестровская сторона; 29 июля, в Бендеры и Дубоссары были введены миротворческие силы России. 1 августа 1992 года было завершено разведение вооружённых формирований конфликтующих сторон.
В настоящее время за безопасность в зоне конфликта отвечают Совместные миротворческие силы, в состав которых входят воинские контингенты от Российской Федерации, Республики Молдова и Приднестровской Молдавской Республики. До 2022 года туда входили военные наблюдатели от Украины (были отозваны после полномасштабного вторжения России на Украину). В ходе многочисленных переговоров при посредничестве России, Украины и ОБСЕ достигнуть соглашения по поводу статуса Приднестровья не удалось. Отношения между сторонами конфликта остаются напряжёнными. Молдавская сторона и ПАСЕ признают российские войска оккупационными силами, совместно с ООН высказываясь за их вывод из региона.

## Стороны конфликта
Бои шли между приднестровскими (просоветскими) силами, с одной стороны, и сторонниками независимости Молдавии, с другой стороны.
Приднестровье было представлено сторонниками обновлённого СССР:
- гвардией ПМР[18] (просоветскими рабочими отрядами содействия милиции на базе забастовочных комитетов ОСТК)[19];
- отрядами ополченцев; добровольцами Черноморского казачьего войска ПМР, территориальными спасательными отрядами (ТСО) (в том числе просоветскими добровольцами из-за рубежа)[20];
- личным составом частей 14-й армии из села Парканы (село Парканы подверглось авиабомбёжкам 23.06.1992 г. авиацией Молдовы[11]), перешедшим под приднестровскую присягу[21][22][23][24].

Республика Молдова:
- силы МВД Республики Молдовы (карабинеры);
- волонтёры — специальные отряды самообороны в подчинении спецслужб Республики Молдовы[10] («Бужор», «Пион», «Барсуки», «Бурундуки» и т. д.);
- национальная армия Республики Молдовы.

## Зарождение конфликта
Перестройка, провозглашённая советским руководством в середине 1980-х годов, привела к повышению социальной активности населения страны. В национальных республиках это выразилось, в частности, в зарождении и росте национально-освободительных движений.
В Молдавии подавляющая часть интеллигенции и руководства Молдавской ССР поддерживала идею идентичности молдавского и румынского языков и призывы к объединению Молдавии и Румынии.

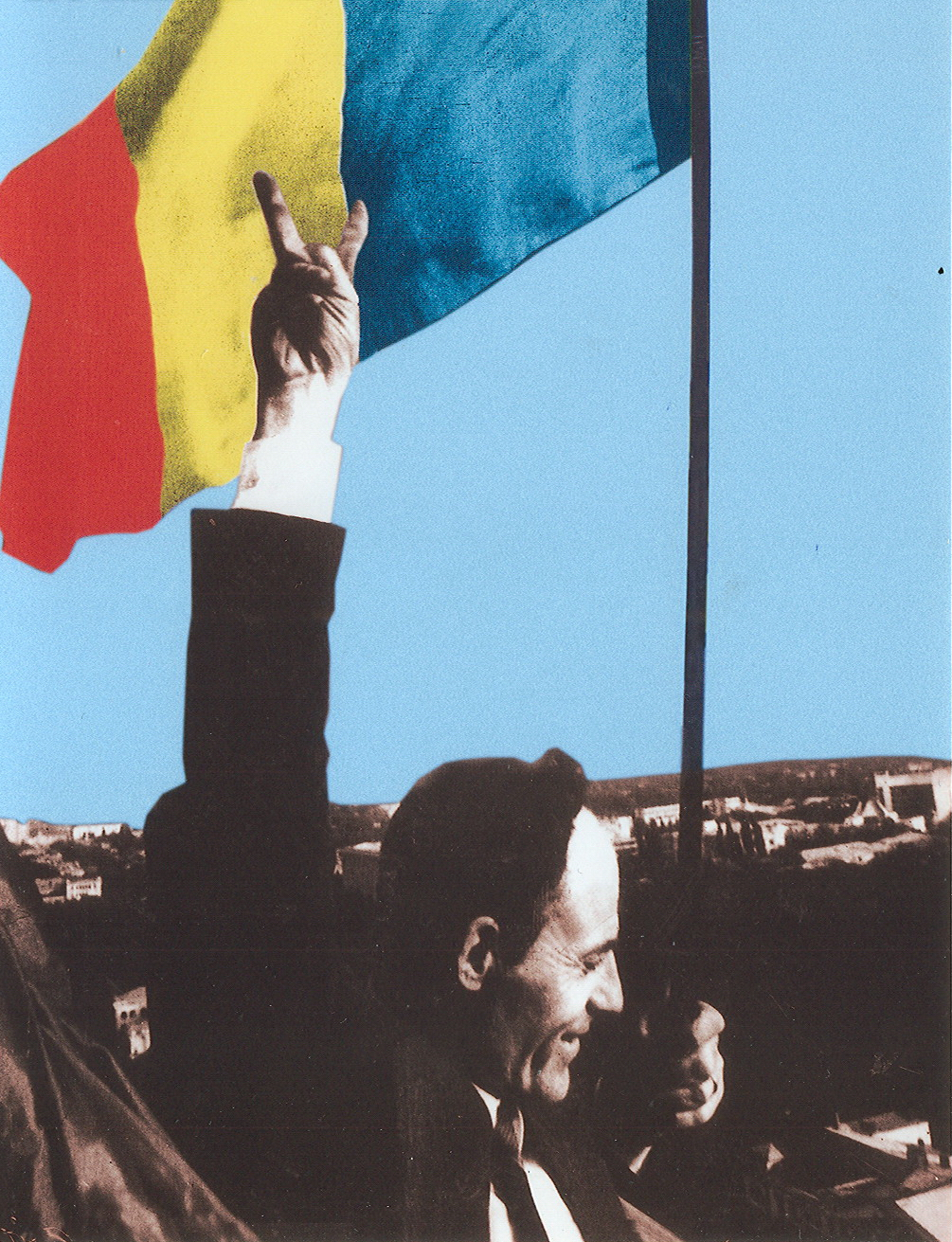
Георге Гимпу поднимает флаг Румынии над зданием Верховного совета в Кишинёве

В марте 1988 года на съезде Союза писателей СССР в Москве прозвучало предложение придать государственный статус языкам титульных наций всех республик Советского Союза. В четвёртом (1988) номере журнала «Нистру», выпускавшегося Союзом писателей МССР, была опубликована программа с требованиями признать идентичность молдавского и румынского языков и перевести молдавский язык на латинскую графику.
В сентябре 1988 года было опубликовано «Письмо 66», в котором 66 известных молдавских литераторов требовали признания государственным языком только молдавского языка на основе латинской графики и его идентичности румынскому языку. Осенью прошёл ряд демонстраций, на которых звучали всё более радикальные лозунги: «Молдавия — для молдаван», «Чемодан — вокзал — Россия», «Русских — за Днестр, евреев — в Днестр».
В 1988—1989 годах на волне Перестройки в Молдавии появились многочисленные националистические организации, выступающие под антисоветскими и антирусскими лозунгами. В конце 1988 года началось формирование Народного фронта Молдовы. Активизировались унионисты, которые под лозунгом «Один язык — один народ!» призывали присоединиться к Румынии. Две центральные молдавские газеты с 1991 года начали выходить с эпиграфом «Мы румыны — и точка!» (рум. Suntem români şi punctum!) на первой странице (над названием), являющимся высказыванием румынского поэта Михая Эминеску.

## 1989. Конфликт вокруг Закона о государственном языке
16 февраля 1989 года от имени Союза писателей Молдавии был опубликован законопроект «О функционировании языков на территории Молдавской ССР». Согласно проекту, родители лишались права выбора языка обучения детей, а за использование в официальном общении иного языка, кроме государственного, предусматривалась административная и, в ряде случаев, уголовная ответственность.
30 марта 1989 года был опубликован законопроект «О государственном языке», подготовленный рабочей группой Верховного Совета МССР, в котором единственным государственным языком провозглашался молдавский.
Закон был принят парламентом Республики Молдова и опубликован 1 сентября 1989 года под названием «О функционировании языков на территории Молдавской ССР». Закон гарантирует использование украинского, русского, болгарского, иврита, идиша, цыганского языков, языков других этнических групп, проживающих на территории республики, для удовлетворения национально-культурных потребностей. Особые гарантии предоставляются русскому языку, он получил статус языка межнационального общения, что обеспечивает осуществление реального национально-русского и русско-национального двуязычия. Этот закон до сих пор действует, и с 1989 года не претерпел серьёзных изменений, все три поправки к этому закону (в 2003, 2011 и в 2014 годах) относятся к второстепенным статьям и не влияют на статус языков.
В Приднестровье оба законопроекта 1989 года были восприняты как дискриминационные, депутаты от Приднестровья заявляли о дискриминации русскоязычного населения, что привело к возникновению стихийного общественного движения, выступавшего за введение в Молдавии двух государственных языков — молдавского и русского. Также в Приднестровье высказывались протесты против перевода молдавской письменности на латиницу.
В мае 1989 года был создан «Народный фронт Молдовы», объединивший в себе ряд националистических организаций. В противовес ему в Кишинёве и Приднестровье возникло «Интердвижение», позже получившее название «Унитате-Единство».
23 мая 1989 Тираспольский городской совет обратился к Президиуму Верховного Совета МССР с призывом принять закон о функционировании в республике двух государственных языков — молдавского и русского, а также продлить сроки обсуждения законопроектов до Пленума ЦК КПСС по межнациональным отношениям и провести по этим вопросам всенародный референдум.
2 августа 1989, в день празднования 49-й годовщины образования МССР, около ста человек из неформального объединения «Ватра» собрались в парке «Октябрьский» города Бендеры. Они надели траурные повязки, прикрепили к одежде чёрные банты, развернули «триколоры» (трёхцветные румынские национальные флаги) и устроили несанкционированное шествие по улицам города. Прибывших сотрудников милиции они называли «оккупантами» и «сталинистами». Милиция задержала 14 участников митинга. К административной ответственности были привлечены организаторы шествия Н. Раковицэ, И. Николаева и А. Мырзу.
10 августа 1989 стало известно, что на предстоящей 13-й сессии Верховного Совета МССР будет обсуждаться даже не законопроект от 30 марта, а ещё более жёсткий его вариант, в котором предусматривалось ведение делопроизводства исключительно на молдавском языке. В ответ на это 11 августа в Тирасполе был создан Объединённый совет трудовых коллективов (ОСТК), выступивший против этого законопроекта, который, по мнению создателей и лидеров ОСТК, мог привести к дискриминации по национальному признаку при осуществлении права на труд.

## Политические забастовки 1989 года
В августе-сентябре 1989 года по решению ОСТК была проведена забастовка с требованием отложить сессию Верховного Совета. В забастовке участвовало более 30 тысяч человек (более 200 трудовых коллективов). Также, более 400 трудовых коллективов к забастовке не присоединились, но заявили о своей солидарности с требованиями бастующих. Семьи многих забастовщиков были вынуждены бежать от преследований властями Молдовы на территорию Приднестровской Молдавской Советской Социалистической Республики в 1990—1992 годах. Забастовке в Приднестровье предшествовала забастовка Таллина.
В ответ на забастовку Народный фронт организовал в Кишинёве митинг, названный Великим национальным собранием, на котором прозвучали призывы об исключении русского языка из общественной жизни республики. В митинге принимало участие около 500 тысяч человек со всей МССР. В итоге, 31 августа 1989 года Верховный совет придал молдавскому языку статус государственного. Позднее этот день был объявлен в Молдавии праздничным.
После принятия закона о государственном языке к забастовке присоединились многие предприятия. Михаил Горбачёв попытался убедить руководителей предприятий приостановить забастовку, но это предложение было отклонено на митинге в Тирасполе. Забастовка всё-таки была прекращена 21 сентября после пленума ЦК КПСС, когда стало ясно, что помощи от центрального руководства СССР не последует.

## 1989—1990. Провозглашение независимости Приднестровья
Тем временем под патронажем ОСТК начали выходить газеты «Бастующий Тирасполь» и «Трудовой Тирасполь». 3—4 ноября 1989 года состоялась вторая конференция ОСТК, где было высказано предложение о создании автономии в Приднестровье. 4 ноября в ходе конференции уполномоченных трудовых коллективов Тирасполя была принята резолюция, предписывавшая ОСТК рассмотреть возможность проведения референдума по вопросу об автономии до XIV сессии Верховного Совета МССР.
3 декабря 1989 года в Рыбнице был проведён референдум по вопросу о целесообразности создания Приднестровской Автономной Социалистической Республики. 91,1 % принявших участие в референдуме высказались за создание автономии. 29 января 1990 года аналогичный референдум состоялся в Тирасполе.

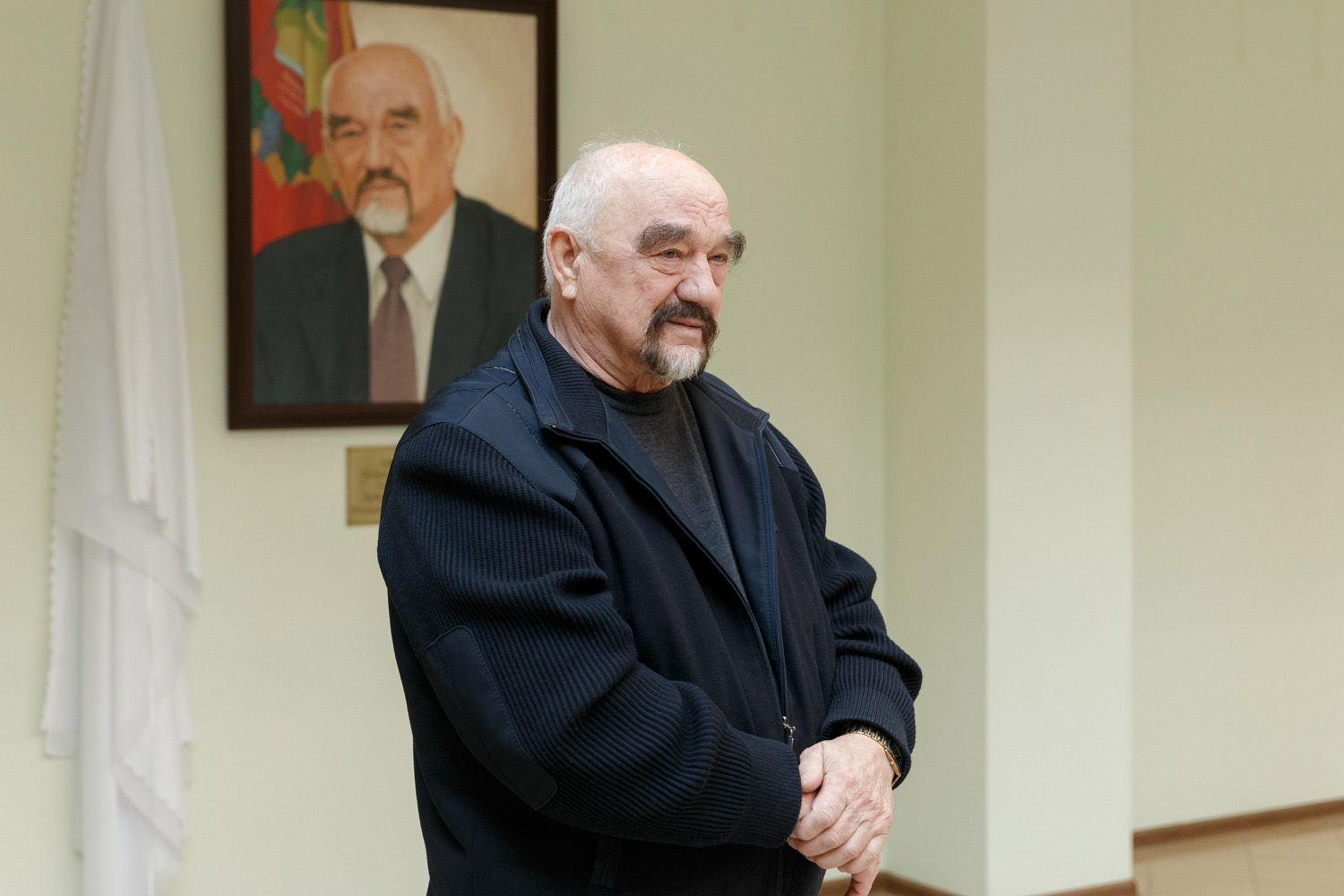
Игорь Смирнов — глава Приднестровья (1990—2011)

Противостояние между Молдавией и Приднестровьем нарастает после избрания 25 февраля 1990 года нового состава Верховного Совета МССР, в котором приднестровские представители, оказавшись в меньшинстве, не имеют возможности оказывать какого-либо влияния на законодательную деятельность и вскоре после неоднократных угроз, психологического давления и избиений покидают сессию парламента. Один из членов Верховного Совета МССР, молдаванин И. Руссу писал, что «с мая 1990 года кулачный беспредел, угроза физической расправы стали главными аргументами парламентских демократов».
20 мая 1990 года сторонники Народного фронта Молдовы разогнали митинг женщин-матерей и избили более 20 депутатов, главным образом от Приднестровья. Нападению подверглись как депутаты от Приднестровья И. Смирнов, В. Рыляков, П. Заложков, так и депутаты-руководители Интердвижения из Кишинёва А. Лисецкий, П. Шорников, И. Руссу, В. Яковлев, А. Сафонов, бежавшие затем в Приднестровье. 17 мая в газете «Литература ши артэ» было опубликовано объявление о предстоящем митинге Народного фронта под Бендерами. Одна из фраз объявления звучала так: «Продемонстрируем всем, что Тигина была, есть и остаётся румынским городом». В рабочих коллективах предприятий города Бендеры, предполагая провокационный характер акции, началось создание отрядов самообороны.
Митинг был назначен на 20 мая и, согласно заявке организаторов, должен был пройти в районе Варницы. Было объявлено, что митинг будет посвящён законам о языках, переходе на латиницу и принятию новой государственной символики. В нём участвовали около 3 тысяч человек, привезённых Народным фронтом из Кишинёва и сельских районов Молдавии. На митинге раздавались призывы идти на Бендеры и водрузить «триколор» над горсоветом, однако председатель исполкома Народного фронта И. Хадыркэ в своей речи просил воздержаться от этого. Была принята резолюция, выражавшая недоверие депутатам МССР, представлявшим Бендеры, и требовавшая от городских властей разместить над горсоветом трёхцветный флаг. После окончания митинга большинство его участников разъехалось, но небольшая автоколонна предприняла попытку прорваться в Бендеры. Однако на этот случай городские власти установили железнодорожный состав возле переезда в районе «Бендерытранса», который заблокировал путь автоколонне. Члены НФ сумели отцепить вагоны и продвинуться дальше, однако после столкновения с одним из рабочих отрядов самообороны Бендер они оставили своё решение проникнуть в город. На следующий день по происшествию было возбуждено уголовное дело.
В июле 1990 года Народный фронт выступил с требованием о переименовании Молдавии в Румынскую Республику Молдова. Всё это вызвало отрицательную реакцию жителей Приднестровья и Гагаузии. 31 июля президиум Тираспольского городского совета в ответ на действия Кишинёва провозгласил, что если МССР была создана незаконно, то и левобережье Днестра также было незаконно в неё включено, поэтому президиум «не считает себя связанным какими-либо обязательствами перед руководством ССР Молдовы».
Местные органы управления в Приднестровье и Гагаузии провели референдумы по вопросам функционирования языков, в результате которых на территории Приднестровья официальными языками провозглашались молдавский, русский и украинский, а в Гагаузии — молдавский, гагаузский и русский. Вслед за этим, 19 августа была провозглашена независимость Гагаузии, а 2 сентября 1990 года на II Чрезвычайном съезде депутатов всех уровней Приднестровья была образована Приднестровская Молдавская Советская Социалистическая Республика в составе СССР (ПМССР).
Тогда же был избран её временный Верховный Совет с Игорем Смирновым в качестве председателя и принято решение о необходимости разработки конституции ПМССР к 1 декабря того же года.
Образование ПМССР вызвало отрицательную реакцию как со стороны официального Кишинёва и националистических организаций, так и от правительства СССР.
Редактор газеты «Литература ши арта» Николай Дабижа в конце 1990 года опубликовал брошюру «Заднестровская Молдова — исконная наша земля», в которой активно выступал против сепаратизма.
В декабре 1990 года Михаил Горбачёв подписал указ, в котором обращалось внимание на то, что «в ряде принятых Верховным Советом республики актов ущемляются гражданские права населения немолдавской национальности». Указ призывал руководство Молдовы «пересмотреть отдельные положения Закона республики „О функционировании языков на территории Молдавской ССР“ и Постановления Верховного Совета ССР Молдова о порядке его введения с тем, чтобы соблюдались интересы всех национальностей, проживающих на её территории», а также «принять все необходимые меры по нормализации обстановки, безусловному соблюдению на деле прав граждан любой национальности, недопущению разжигания межнациональных конфликтов». В то же время решения о провозглашении Гагаузской Республики и ПМССР считались не имеющими юридической силы.

## Поход на Гагаузию
В октябре 1990 года в районах с компактным проживанием гагаузского населения были объявлены выборы в неконституционный орган — так называемый Верховный совет Гагаузии. Премьер-министр Молдовы Мирча Друк 25 октября с целью сорвать выборы направил в Комрат автобусы с волонтёрами (по гагаузским источникам, 50 000 человек) в сопровождении милиции.
В Гагаузии началась мобилизация. Власти Приднестровья также поддержали гагаузов, направив туда 26—27 октября дружины на нескольких десятках автобусов. Автоколонна проследовала через территорию Одесской области и прибыла сначала в Чадыр-Лунгу, а оттуда, оставив там часть приднестровцев, направилась в Комрат. Над Молдовой нависла угроза гражданской войны.
После переговоров в ночь с 29 на 30 октября часть приднестровцев вернулась домой в обмен на отвод от Комрата такого же количества молдавских волонтёров.

## События ноября 1990 года в Дубоссарах и Бендерах
В связи с обострением конфликта между центральным руководством и местными властями Приднестровья туда из Кишинёва и других районов Молдавии были направлены милицейские подразделения для контроля над ситуацией и подавления возможных беспорядков. Это, однако, лишь усилило противостояние, вызвало возмущение местного населения, привело к созданию отрядов самообороны и народных дружин, а позднее — и к первым кровопролитиям.
22 октября в Дубоссарах состоялся митинг протеста против размещения в районе без согласия местных властей вооружённого отряда на милицейских машинах без номеров. Горсовет по требованиям митингующих заявил протест председателю ВС Молдавии Мирче Снегуру, после чего дополнительные сотрудники МВД Молдавии были рассредоточены по пригородным сёлам. Порядок же в городе стали охранять сформированные отряды приднестровских народных дружинников.
2 ноября 1990 года в Дубоссары пришло сообщение, что кишинёвская милиция хочет захватить город. В этот же день министр внутренних дел Молдовы Ион Косташ подписал приказы «О деблокировании Дубэсарьского моста через реку Днестр и охране общественного порядка в городе Дубэсарь» и «Об организации КПП на транспортных магистралях и дорогах Григориопольского и Дубэсарьского районов». Позднее он заявлял, что «приказом было запрещено применение огнестрельного оружия за исключением случаев, предусмотренных уставом».
Жители Дубоссар заблокировали мост через Днестр, но в пять часов вечера ОМОН под командованием начальника кишинёвского ГУВД Вырлана начал штурм. Омоновцы сначала стреляли в воздух, потом применили дубинки и слезоточивый газ «черёмуха». К месту происшествия прибыли также 135 курсантов школы милиции и 8 офицеров во главе с подполковником Нейковым. В ходе столкновения на Дубоссарском мосту впервые с начала конфликта было применено оружие. В результате применения оружия сотрудниками ОМОНа три человека (водители Валерий Мицул и Владимир Готка и 18-летний Олег Гелетюк) были убиты, шестнадцать — ранено, из них девять человек получили пулевые ранения. События были засняты оператором телекомпании NBC. Уголовные дела, возбуждённые по данным фактам, не получили дальнейшего рассмотрения и уже вскоре были закрыты. ОМОН через некоторое время отступил, а вечером того же дня по приказу ОСТК все въезды в город были блокированы.
Утром того же дня группой жителей села Варница возле объединения «Бендерытранс» были захвачены девять бендерских дружинников, проводивших патрулирование. Согласно показаниям двух из них, их привели в варницкий сельсовет, где их избивали и пытались заставить подписать протокол, в котором говорилось, что они пытались сорвать «триколор» в центре села. Около двух часов дня в сельсовет прибыли представители бендерского городского отдела внутренних дел и увезли дружинников. Вечером интервью с ними было показано на бендерском телевидении. Избитых снимал оператор телевидения В. Воздвиженский, погибший в Бендерах в июне 1992 года. Этот репортаж, а также распространявшиеся сведения о событиях в Дубоссарах, привёл к созданию в Бендерах временного комитета по чрезвычайным ситуациям, предпринявшего срочные меры по блокировке въездов в город. Был организован штаб обороны, началась запись добровольцев. Вечером в Бендеры стали поступать сведения, что в каушанском направлении замечены автобусы и машины. Выяснилось, что с юга к городу направляются 120 транспортных единиц. Около полуночи стало известно, что к городу со стороны Кишинёва направляется ещё одна автоколонна. По бендерскому радио было передано сообщение «Просим всех мужчин выйти на площадь и помочь защитить город от национал-экстремистов!». Многие откликнулись, и дополнительные силы были переброшены ко въездам в город. Молдавская автоколонна со стороны Каушан повернула в Урсою и расположилась в Гербовецком лесу. В ту ночь столкновения не произошло, однако постепенный отход молдавских отрядов начался лишь во второй половине 3 ноября. В Бендеры поступили сведения, что в Новых Аненах на стадионе был разбит палаточный лагерь молдавских волонтёров, поэтому заслоны на въездах в город и дежурства приднестровских добровольцев оставались ещё и 4 ноября.
В обществе на обоих берегах Днестра нарастало возмущение. Мирча Друк был встречен в парламенте Молдовы криками «Убийца!», «Жос!» (Долой!).

## Распад СССР. Эскалация конфликта

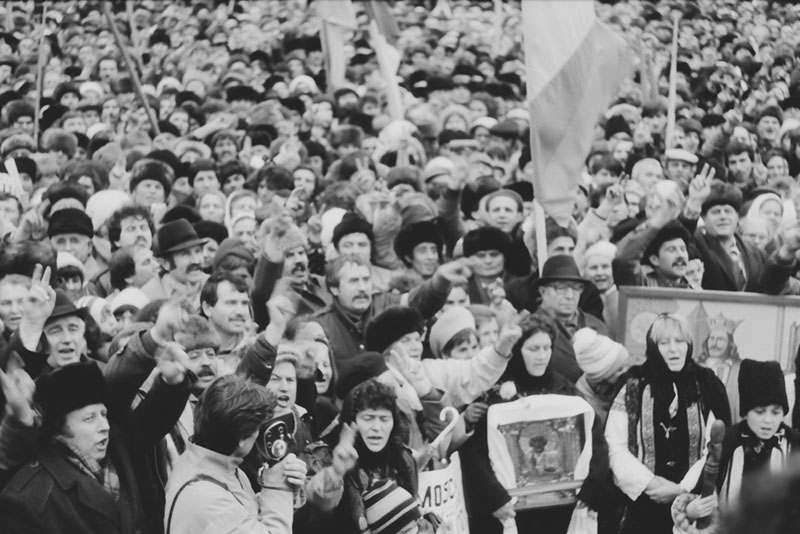
Антисоветские протесты в Кишинёве с иконами и портретом Стефана Великого, 1991 год

С декабря 1989 года по ноябрь 1990 года в городах и районах Приднестровья прошли местные референдумы по вопросу образования Приднестровской Молдавской Советской Социалистической Республики. Из 472 тыс. внесённых в списки избирателей проголосовали 370 тыс., или 79 %. Из них «за» образование Приднестровской Молдавской Советской Социалистической Республики высказалось более 355 тыс., то есть 95,8 % голосовавших, или 75,3 % от числа избирателей, внесённых в списки. Против проголосовало только 1,9 %.
17 марта 1991 года проводился Всесоюзный референдум о сохранении Союза ССР, но органы власти Молдовы воспрепятствовали проведению референдума на территории республики, поэтому центральные республиканские комиссии по проведению референдума не были созданы и голосование прошло только в воинских частях. Из 701 тыс. проголосовавших за сохранение Советского Союза высказалось 98,3 %. В Бендерах в референдуме приняли участие 73 тыс. — 77,2 % из 94 тыс. внесённых в списки жителей города и соседних сёл. Из них за сохранение СССР высказалось 98,9 %, против — менее 1 % (620 человек). Проведение референдума в Приднестровье усилило недовольство кишинёвских властей. Обстановка усугубилась после путча ГКЧП 19—21 августа 1991 года. После провала путча в Кишинёве был проведён митинг, на котором звучали призывы к выходу Молдовы из Советского Союза. Президиум ОСТК Тирасполя, со своей стороны, поддержал ГКЧП, опубликовав в «Трудовом Тирасполе» заявление: «Мы целиком и полностью поддерживаем решительные меры Государственного Комитета по чрезвычайному положению СССР, исполняющего обязанности президента страны и руководства СССР, направленные на сохранение нашей великой Родины, на стабилизацию общественно-политической обстановки».
22 августа 1991 года отряды кишинёвского спецназа арестовали часть депутатов Верховного и местных советов Приднестровья. 23 августа была запрещена Компартия Молдавии. 25 августа в Тирасполе была принята Декларация о независимости ПМССР, которая сохраняла на территории Приднестровья действие Конституции СССР и законодательства СССР. 27 августа Молдова объявила о своей независимости, а 29 августа в Киеве кишинёвскими спецслужбами был арестован председатель Верховного совета ПМССР Игорь Смирнов. Арестован был и лидер Гагаузии Степан Михайлович Топал.
1 сентября депутаты Тираспольского горсовета Галина Андреева и Светлана Мигуля возглавили женский забастовочный комитет и провели в центре Тирасполя многотысячный женский митинг, на котором была принята резолюция с требованиями освободить арестованных приднестровских и гагаузских политиков и начать формирование народной гвардии. После митинга женщины блокировали железную дорогу, начав тем самым так называемую «рельсовую блокаду». В последующие дни блокада распространилась и на Бендеры. На следующий день, 2 сентября 1991 года, IV съезд депутатов Приднестровья всех уровней утвердил Конституцию, флаг и герб ПМССР. В сентябре Верховный Совет Приднестровья принял решение о создании Республиканской гвардии. Началось переподчинение отделов внутренних дел Приднестровья.
25 сентября 1991 года отряды полиции особого назначения (ОПОН) Республики Молдовы с использованием спецсредств ночью по дамбе у Днестра вошли в город Дубоссары, где применили оружие против мирных жителей, избиениям подверглись более 100 человек. В ответ на это один из лидеров Приднестровья Григорий Степанович Маракуца возглавил милицию и приступил к созданию военизированных формирований. Под давлением общественности 1 октября из Дубоссар был выведен молдавский ОПОН и освобождены Смирнов и другие приднестровские депутаты.
5 ноября 1991 года решением Верховного Совета название ПМССР было сменено на новое — Приднестровская Молдавская Республика. 1 декабря 1991 состоялся второй референдум о независимости ПМР. В голосовании приняло участие 78 % избирателей, «за» проголосовали 97,7 % участников референдума.
13 декабря 1991 года, на следующий день после ратификации Беловежского соглашения Верховным Советом РСФСР, молдавская полиция совершила третью попытку взятия под контроль Дубоссар. В ходе 4-минутной перестрелки на «Кругу» на въезде в г. Дубоссары на рассвете молдавская полиция атаковала пост ГАИ дубоссарской милиции ПМР, усиленный РОСМ (народными дружинниками из рабочих отрядов содействия милиции ПМР из г. Рыбница, посмертно удостоеных почётного «гвардейского» звания в ПМР). Погибло трое нападавших полицейских-спецназовцев ОПОНА Молдовы (ещё шестеро были ранены), с одной стороны, и двое приднестровцев, с другой стороны (работник Рыбницкого ДОССАФа капитан В. В. Щербатый; ополченец-пулемётчик из с. Ульма Рыбницкого района сержант А. Н. Патергин, единственный успевший открыть огонь c поста ГАИ на «кругу» по нападавшим); смертельно раненый милиционер ГОВД ПМР г. Дубоссары (инспектор ГАИ), родом из с. Михайловка Рыбницкого района, старшина Ю. Цуркан находился без сознания и был принят полицейскими за мёртвого. Всего было ранено 15 человек из 27 находившихся на посту ГАИ приднестровцев, с другой стороны; 24 оставшихся из них были уведены в плен в Кишинёв. В ответ, по версии молдавской стороны, начались некие «захваты в заложники молдавских полицейских в Приднестровье», так молдавская сторона назвала взятых полицией Молдовой в плен работников ГАИ дубоссарской милиции ПМР.
В Бендерах председатель горисполкома Вячеслав Васильевич Когут ввёл чрезвычайное положение. Сведения о столкновении 13 декабря весьма противоречивы. Заявления Молдовы, что гвардейцы утром якобы обстреляли пост молдавской полиции в г. Криуляны до сих пор не являются подтверждёнными.
14 декабря, по версии молдавской стороны, стычки в Дубоссарах продолжились[уточнить]. По версии Молдовы «был убит лейтенант молдавской полиции», так в Молдове прокомментировали убийство 13.11.1991 полицейскими на «кругу» дубоссарского милиционера — старшины Ю. Цуркана, скончавшегося от ран в дубоссарской больнице 14 декабря 1991 года.
В Бендеры были направлены два автобуса с молдавскими полицейскими. В Приднестровье начали прибывать члены казачьих организаций и другие добровольцы из разных городов России. 14 и 15 декабря в Кишинёве прошли две встречи Снегура и Смирнова, в ходе которых были приняты решения о создании «согласительной комиссии», отводе вооружённых отрядов к местам постоянной дислокации, снятии дорожных заграждений и освобождении раненных и задержанных.
18 декабря Россия признала независимость Молдовы, 21 декабря её примеру последовала Украина. В тот же день Снегур подписал договор о вступлении Молдовы в СНГ.
В течение зимы 1991—1992 гг. отношения между Кишинёвом и Тирасполем обострялись. Произошёл ряд столкновений, одно из которых в первые дни весны 1992 года и послужило поводом для начала крупномасштабных боевых действий.

## Вооружённый конфликт
В ночь с 1 на 2 марта 1992 года из засады была расстреляна машина с дубоссарскими милиционерами. Начальник милиции Дубоссар Игорь Сипченко скончался от ран утром 2 марта, водитель милиционер П. Олейник был ранен. Приднестровские члены местной казачьей организации и милиционеры, в сопровождении жён полицейских, подозревавшие молдавских полицейских (так как ложный вызов в милицию, по которому на место своей смерти выехал Игорь Сипченко, поступил из дежурной части полиции), окружили здание дубоссарской полиции, районный отдел которой работал здесь параллельно с приднестровской милицией, и потребовали, чтобы полицейские сдали оружие и покинули помещение. Когда они садились в автобус (его подогнали ко входу в здание полиции), полоснула автоматная очередь со второго этажа здания полиции. В ходе перестрелки четверо из дубоссарских членов местной казачьей организации были ранены и один (М. Ю. Зубков) погиб, но полицейские в итоге были разоружены. Милиционерам пришлось обыскать всё здание полиции, но стрелявший полицейский спрыгнул с крыши на задний двор и бежал из города Дубоссары. Задержанные полицейские (27 человек) были отправлены в городской совет Дубоссар, где на первом этаже размещалась дубоссарская милиция, на дознание, а затем в следственный изолятор бывшего здания полиции.

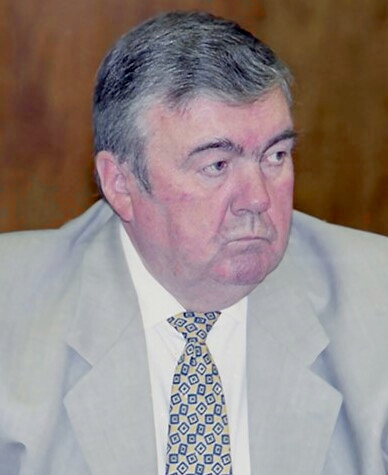
Президент Молдовы (1990—1997) Мирча Снегур был жёстким сторонником ликвидации самопровозглашённой автономии Приднестровья

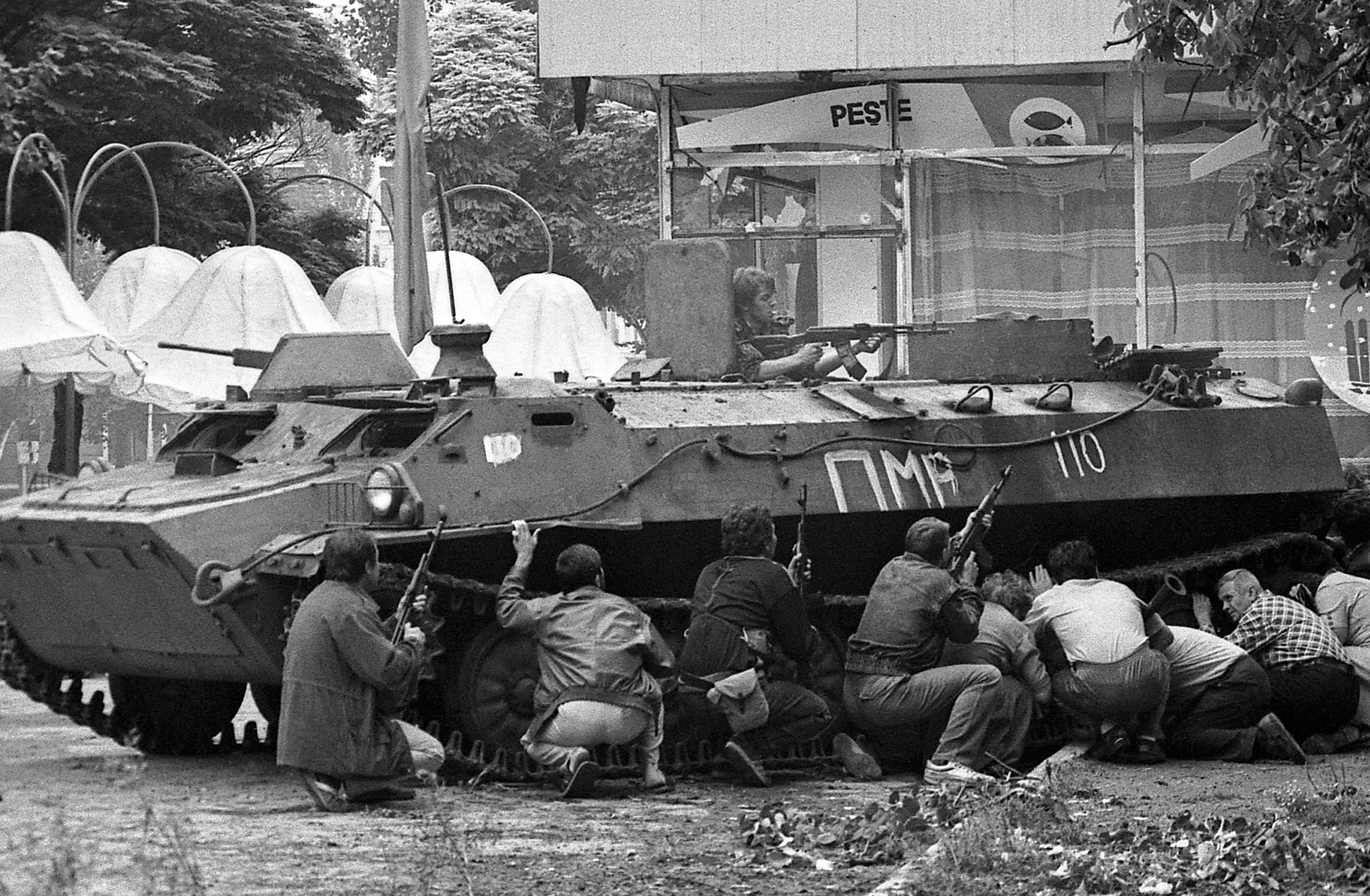
Битва за Бендеры. 1992

135 бывших полицейских перешли на сторону милиции ПМР и стали милиционерами, они 2 марта арестовывали тех, кто, по их мнению, из их бывших сослуживцев-полицейских организовал и осуществил засаду на Игоря Сипченко. Остальные 188 из 350 полицейских, находившихся в здании полиции (половина были из г. Дубоссары и сёл района, а половина — усиление (ОПОН) с севера Молдовы), спаслись бегством, переодевшись в гражданскую одежду, побросав оружие и спецснаряжение (их отступление через заборы заднего двора прикрывал автоматчик, убивший 19-летнего Ю. Зубкова), и вечером они объявились в г. Кишинёве во главе с руководством полиции г. Дубоссары.
20 марта задержанных 27 полицейских Молдовы обменяли на бывшего командующего 14-й армией генерал-лейтенанта Яковлева, захваченного 16 марта на территории Одесской области и содержавшегося под стражей в Кишинёве. Полицейские в лицо рассмеялись брату погибшего Андрею Сипченко, ныне возглавляющему де-факто правящую партию в ПМР «Возрождение», некоторые, из их числа, с гордостью написавшие признательные показания в своём «геройстве» во славу «территориальной целостности Республики Молдова», пообещали вернуться и устроить над ним такую же расправу, как до этого была над Игорем Сипченко. Андрею Сипченко пришлось на несколько месяцев до окончания войны уехать в Новокузнецк, город рождения Игоря Сипченко, где он и похоронил урну с пеплом брата.
2 марта отряд специального назначения МВД Молдовы атаковал полк российской 14-й армии, дислоцировавшийся возле села Кочиеры. Офицеры и прибывшие им на помощь гвардейцы оказали сопротивление. Молдавскими полицейскими были блокированы жилые дома с семьями военнослужащих. Согласно приднестровским источникам, российские офицеры и члены их семей были захвачены в заложники. С помощью казаков они были освобождены. В Кочиерах и Дороцком расположились силы МВД Молдовы и был начат артиллерийский и ракетный обстрел Дубоссар и Григориополя.

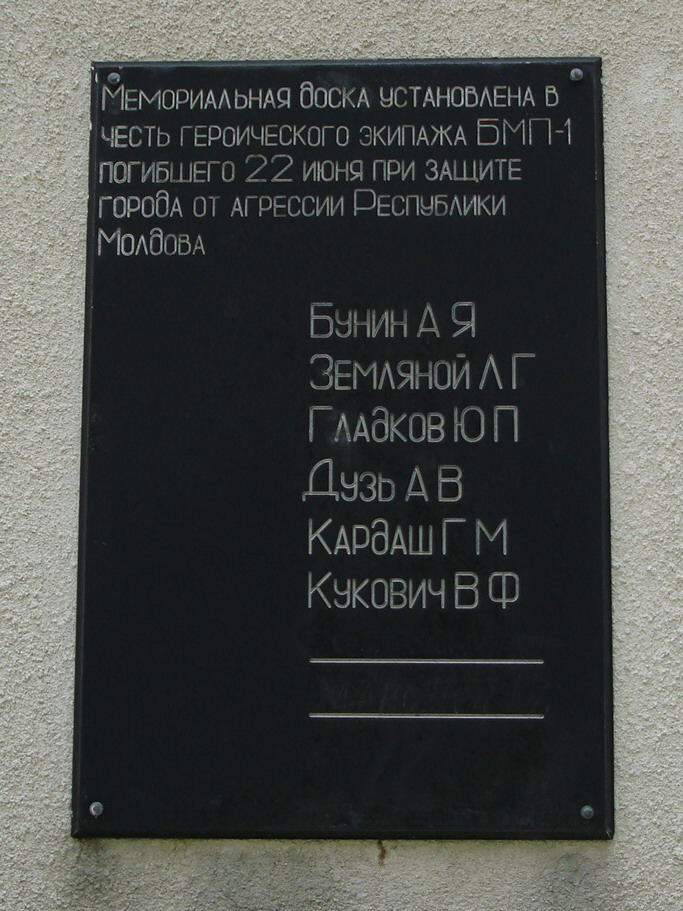
Мемориальная доска на здании паспортного стола

1 апреля в Бендеры вошло подразделение молдавской полиции в сопровождении двух бронетранспортёров БТР-70. Полиция предприняла попытку разоружить приднестровских гвардейцев. Под перекрёстный огонь попал автобус с работницами хлопкопрядильной фабрики. Были погибшие и раненые с обеих сторон. Одна женщина погибла и несколько гражданских лиц были ранены.
30 апреля у села Карагаш в окрестностях Тирасполя был убит депутат и приднестровский политик Николай Остапенко; по версии приднестровцев, в этом были виновны люди из боевой группы Илашку. В Приднестровье началась мобилизация. 14 тысячам рабочих было выдано оружие. По приказу приднестровского командования были взорваны мосты через Днестр у Криулян и села Бычок. Была организована оборона плотины Дубоссарской электростанции и рыбницкого моста.
Несмотря на усиленную пропаганду части молдавских СМИ, военные действия в Приднестровье вызывали отказ идти на мобилизацию у большинства молдаван. Дезертирство принимало массовые формы. Социальные мотивы вражды Молдовы и Приднестровья по сути дела отсутствовали. Молдавская полиция и армия зачастую вели боевые действия неохотно. Хотя с марта по апрель 1992 года в молдавскую армию было призвано около 18 тысяч резервистов, подавляющая часть призывников уклонялась от мобилизации. Под давлением общественности в молдавском парламенте начали брать верх умеренные силы, и 18 июня 1992 года парламент принял постановление о мирном урегулировании конфликта и создании смешанной комиссии.
Однако надеждам умеренных сил в молдавском руководстве не суждено было сбыться, когда 19 июня 1992 года в Бендеры были направлены регулярные части молдавской армии и бронеколонны МВД (решение об этом было принято на совещаниях 14-15 июня 1992 года). На тот момент президентом и главнокомандующим Молдовы был Мирча Снегур, председателем парламента — Александр Мошану, главой правительства — Валерий Муравский, министром обороны — И. Г. Косташ.
|  |  |  |  |  |

Начались кровопролитные бои в Бендерах. 20 июня молдавские войска вышли к бендерскому мосту через Днестр. Начался штурм горисполкома, обороняемого приднестровцами. Кишинёв попытался использовать авиацию для взрыва моста, однако бомбы попали в жилые районы села Парканы, убив нескольких мирных жителей. Молдавские силы МВД неудачно попытались штурмовать расположение 14-й армии в г. Бендеры. В расположении российского полка произошёл взрыв, унёсший жизни 26 солдат. Тем временем на сторону приднестровцев перешли добровольцы из 14-й армии, у многих из которых были местные семьи. Они вместе с добровольцами из казачьих организаций, гвардейцами и ополченцами прорвались в Бендеры и выбили молдавские войска из большей части города.
В Приднестровье прибывали наёмники из России, российское руководство больше не могло сохранять нейтралитет, и 7 июля в регион прибыли полномочные представители президента России. Тем временем в Кишинёве левые силы начали выступления за отставку правительства и парламента, допустивших гражданскую войну. Глава правительства и министр обороны ушли в отставку. Удалось достичь соглашений о прекращении огня, а 21 июля в Москве Ельциным и Снегуром, в присутствии Смирнова, было подписано соглашение «О принципах урегулирования вооружённого конфликта в Приднестровском регионе Республики Молдовы».

### Потери
По разным оценкам, потери в ходе конфликта были следующими. На середину июля 1992 года с обеих сторон погибло более 1 тысячи человек, в том числе около 400 мирных жителей. К середине июля с обеих сторон погибло[прояснить] 950 человек, около 4,5 тысяч ранено.
Только приднестровская сторона потеряла около 500 человек погибшими, 899 было ранено, а около 50 пропали без вести, однако эксперты считают, что настоящие потери были бо́льшими.
В ходе событий лета 1992 года в Бендерах погибло не менее 489 человек, из которых 132 — мирные жители, 5 — дети. Ранены 1242 человека, из которых 698 — мирные жители, 18 — дети. Пропали без вести — 87 человек. Впоследствии 40 человек умерли от ранений. Уничтожено и повреждено 1280 жилых домов, из которых 60 полностью разрушены. Разрушено 19 объектов народного образования (из них 3 школы), 15 объектов здравоохранения. Повреждены 46 предприятий промышленности, транспорта, строительства. Не подлежат восстановлению 5 многоэтажных жилых домов государственного жилого фонда, 603 государственных дома повреждены частично. Городу был причинён ущерб на сумму, превышающую 10 миллиардов рублей по ценам 1992 года.

## Отношения Молдовы и ПМР после окончания вооружённого конфликта

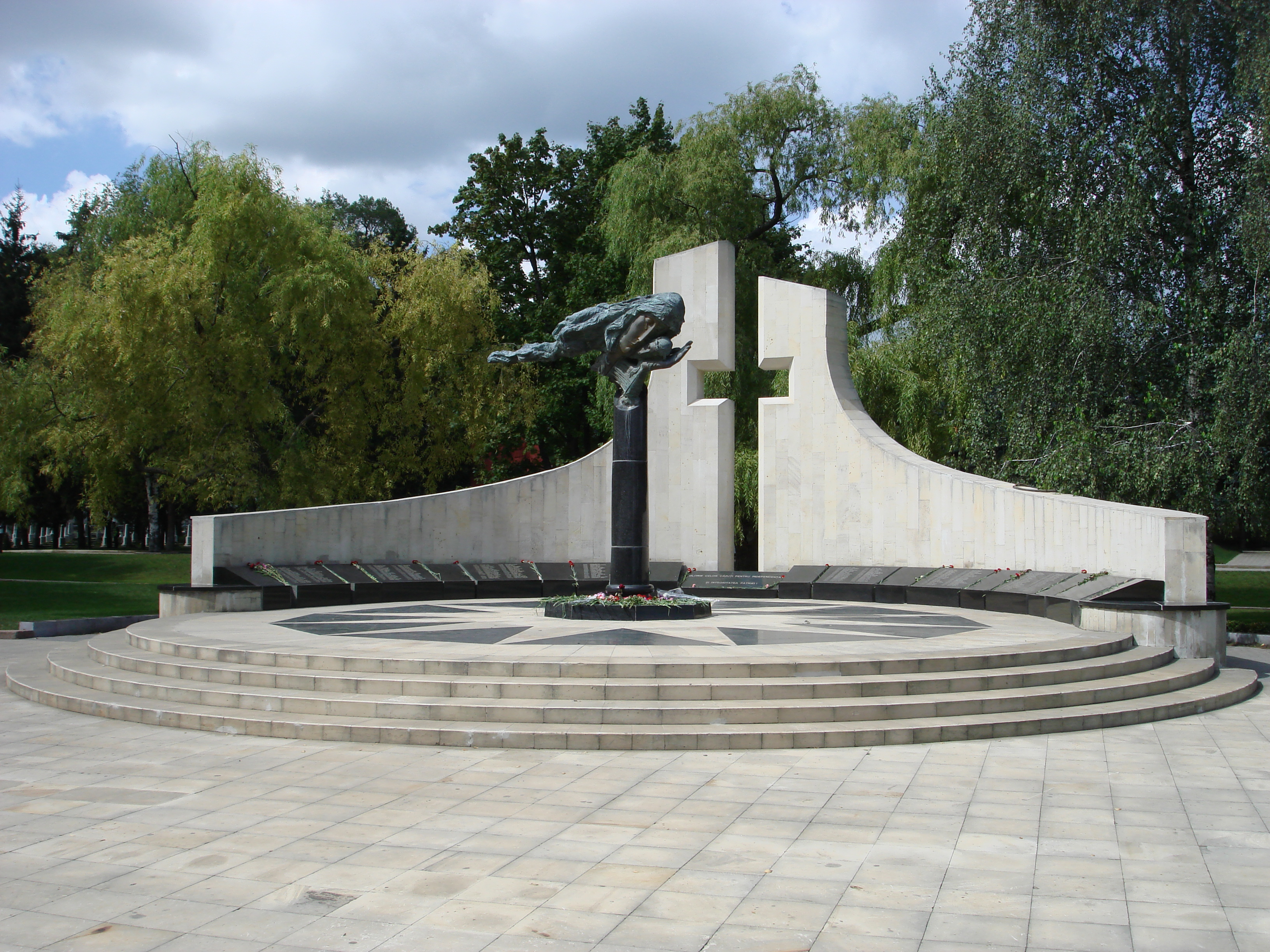
Памятник «павшим за независимость и целостность Родины» (Кишинёв, Республика Молдова)

С 1 августа 1992 года Приднестровский конфликт перешёл в мирную фазу. В ходе многочисленных переговоров при посредничестве России, Украины и ОБСЕ достигнуть соглашения по поводу статуса Приднестровья не удалось. Отношения между сторонами конфликта остаются напряжёнными.
Перейдя в стадию мирного урегулирования, приднестровский конфликт по сей день остаётся одной из сложнейших проблем региона. Ситуация усугубляется тем, что представления сторон по ряду позиций, в частности, по вопросу о собственной безопасности, радикально разнятся. Приднестровье обвиняет Молдову в многомиллионных долгах, отрицательном импортно-экспортном сальдо, потребляющем характере экономики. Исходя из этих суждений, в Приднестровье господствует мнение о невыгодности и убыточности объединения с Молдовой. Молдавская сторона, в свою очередь, представляет ПМР в виде так называемой «чёрной дыры», зоны контрабанды и криминального режима.
К обвинениям прибавляются и такие объективные факторы, как то, что за более чем 21 год фактической независимости друг от друга в ПМР и Молдовы успели сложиться две самостоятельные экономики и социально-политические системы, а также независимые элиты с зачастую противоположными интересами, которые ни одна из сторон уже не может игнорировать. В том числе и нежелание подавляющей части населения отказываться от родного русского языка и нежелание быть в составе Румынии. До сих пор не получив легитимности на мировой арене, Приднестровье стало региональным «игроком», который способен заблокировать решения, не соответствующие его интересам.

### 1992—1996
В конце 1992 года возобновились переговоры по поводу особого статуса Приднестровья, посредником в которых выступила Россия, с 1993 года в качестве посредника выступила и миссия ОБСЕ, а в 1995 году — Украина. С 1994 года ПМР и Молдовой был подписан ряд документов, определяющих принципы выработки статуса Приднестровья.

### 1996—2005
В 1996—1997 годах стороны подписывали меморандум № 1 «Об основах нормализации отношений между Республикой Молдовой и Приднестровьем» от 17 июня 1996 года, меморандум № 2 от 28 июня 1996 года, меморандум № 3 от 8 мая 1997 года. Однако все эти документы не принесли существенных улучшений в вопросе урегулирования отношений между конфликтующими сторонами.
В 1999 году в соответствии с решением Стамбульского совещания ОБСЕ Россия обязалась вывести оружие и весь личный состав вооружённых сил с территории ПМР до 2003 года.
В 2000 году состоялись встречи Путина с Лучинским и Смирновым, а после визита президента России в Кишинёв 16—17 июня 2000 года им было принято решение о создании госкомиссии по содействию политическому урегулированию приднестровской проблемы во главе с Примаковым. Комиссией был выработан проект соглашения между конфликтующими сторонами на основе принципа территориальной целостности Молдовы. Обе стороны согласились принять его за основу, однако позже началась его критика как в ПМР, так и в Молдове, и он был отклонён на слушаниях в Комитете по делам СНГ в российской Думе.
Летом 2001 года отношения между ПМР и РМ снова начали обостряться. 1 сентября 2001 года Молдова произвела замену таможенных печатей, в результате чего предприятия ПМР должны были получать разрешения на экспорт в Кишинёве, что привело к срыву работы предприятий-экспортёров.
Начиная с 8 сентября 2003 года мобильная связь в ПМР, предоставлявшаяся оператором Интерднестрком, была частично парализована. Причиной этого было начавшееся в тот день «глушение» сигнала оператора в спектре частоты 800 МГц. Данное глушение исходило от вышки государственной компании «Радиокомуникаций» (рум. Radiocomunicaţii) высотой 245 метров, расположенной в городе Каушаны. Одновременно в тот же день утром молдавский оператор фиксированной связи Moldtelecom полностью закрыл доступ к телефонным кодам районов приднестровского региона. Дозвониться в Приднестровье из Молдовы стало невозможно ни со стационарных, ни с мобильных телефонов. В Молдове не отрицали процесса использования тех же частот, которые использовал и Интерднестрком, однако в качестве причины указывали начало тестирования цифрового телевидения, которое работает на той же частоте 800 Мгц. В ПМР это восприняли как спланированное давление с целью информационной блокады. В качестве ответных мер начали глушить радиочастоты молдавских мобильных сетей GSM. В результате ответного глушения со стороны Приднестровья более 40 % территории покрытия, включая Кишинёв и сети двух молдавских операторов, оказались частично парализованными. Также под влияние искажающего сигнала попали частично мобильные сети операторов Румынии. Ситуация с вводом 1 этапа Национального плана нумерации с ноября того же года усугубилась.
В 2003 году усилилась активность Европейского союза и США, а Россией был выработан так называемый «Меморандум Козака», направленный на объединение Молдовы с ПМР в составе федеративного молдавского государства. Однако меморандум так и не был принят. Президент Молдовы В. Воронин обозначил отсутствие одобрения со стороны международного сообщества, которое было необходимо ввиду выбранного Молдовой курса на европейскую интеграцию как главную причину своего отказа подписать это соглашение.

### 2005—2022
В 2005 г. принято решение администрации Приднестровья организационно-экономически вычленить производственную инфраструктуру региона (энергетический комплекс, система газоснабжения, железнодорожное хозяйство, электронные коммуникации), отделив их от аналогичных структур Республики Молдова. Ответными действиями молдавской стороны стали поиск альтернативных источников электроснабжения в Украине и Румынии, строительство железнодорожной ветки Ревака–Кайнары, перенаправление поездов через север Молдовы, а не Бендерско-Тираспольский железнодорожный узел как прежде, и т. д.
По состоянию на 2008 год конфликт остаётся неразрешённым и, по мнению некоторых политологов, отсутствуют какие-либо предпосылки для его политического разрешения в ближайшем будущем. В большинстве случаев между простыми гражданами Молдовы и Приднестровья нет межнациональных, этнических, религиозных или других форм вражды.
В конце сентября 2014 года при выступлении на заседании Генассамблеи ООН министр иностранных дел Молдовы Наталья Герман сообщила, что находящиеся в Приднестровье российские войска без миротворческого статуса «создают дополнительные препятствия для процесса урегулирования», и Молдова ожидает их вывод без промедления. РФ обязалась это сделать по Стамбульским соглашениям 1999 года. Также российская миротворческая миссия в Приднестровье должна быть превращена из военной в гражданскую, чтобы дать «стимул политическому процессу». Требования властей Молдовы были поддержаны 28 января 2015 года резолюцией ПАСЕ.
Российская позиция по этому конфликту весьма переменчива. Так, в 2012 году вице-премьер и спецпредставитель президента России Дмитрий Рогозин пригрозил повесить на Молдову долг Приднестровья за потребленный российский природный газ, если государство не признает самопровозглашённое образование. В октябре 2014 года глава МИД РФ Сергей Лавров заявил, что Приднестровье будет иметь право самостоятельно определить своё будущее в случае изменения Молдавией своего внеблокового военно-политического статуса, в чём получит поддержку со стороны РФ.
В декабре 2014 года канцлер ФРГ Ангела Меркель привела Приднестровье (а также Абхазию, Южную Осетию, ДНР и ЛНР) как пример использования РФ зон «замороженных конфликтов» для дестабилизации обстановки в странах, решивших подписать соглашение об ассоциации с Евросоюзом.
23 января 2015 года заместитель министра иностранных дел РФ Григорий Карасин на выступлении в Госдуме охарактеризовал будущее спорного региона как «особый район с особыми гарантиями статуса в рамках единого молдавского государства».
В августе 2017 года Молдова на Генеральной ассамблее ООН подняла вопрос о выводе российских миротворцев из Приднестровья. Киев в свою очередь поддержал данную инициативу.
Генеральная ассамблея ООН 22 июня 2018 года приняла резолюцию «О полном и безусловном выводе зарубежных вооруженных сил с территории Республики Молдова».
В августе 2019 года министр обороны Российской Федерации Сергей Шойгу и президент ПМР Вадим Красносельский заявили об отказе вывода российских войск с территории ПМР.

### Обострение конфликта в 2022 году
15 марта 2022 года ПАСЕ приняла поправку, согласно которой Приднестровский регион признан оккупированным Россией: согласно ей, Россия совершила акт военной агрессии против Молдовы.
22 апреля замкомандующего войсками ЦВО генерал-майор Рустам Миннекаев заявил, что одной из задач вторжения России в Украину является установление полного контроля над Южной Украиной с целью выйти к Приднестровью, где, по его словам, имелись факты притеснения русскоязычного населения.
25 апреля МВД Приднестровья заявило, что около 17:00 в здании министерства госбезопасности, расположенном на перекрёстке улиц Манойлова и Карла Маркса в Тирасполе, произошло несколько взрывов. Главное управление разведки минобороны РФ считает, что взрывы в Тирасполе были «спланированной провокацией украинских спецслужб». Глава ДНР Пушилин призвал готовиться к новому этапу вторжения, которое он назвал необходимым после этих взрывов.

## Культурное значение
О событиях приднестровского конфликта 1992 года были сочинены песни, например Александром Эдуардовичем Крыловым («Средь горящих Бендер…», «Награды»), Евгением Лукиным (композиция «Городок»).
Одним из культурных явлений приднестровского конфликта стало сохранение кириллической графики в молдавском языке и формальное наличие преподавания этих орфографических правил в вузах и в школах на территории ПМР (за исключением восьми частных школ с формально «румынским языком обучения», действующих на территории ПМР). Фактически на территории ПМР используются орфографические правила, утверждённые Верховным Советом Молдавской ССР 17 мая 1957 и 2 августа 1967 года. Указанные изменения были произведены в Молдавской ССР, в то время, когда Румыния уже около ста лет как отказалась от кириллических букв.